# فطيرة اللحم (أستراليا ونيوزيلندا)
فطيرة اللحم الأسترالية أو النيوزيلندية هي عبارة عن فطيرة لحم بحجم اليد تحضر من لحم مفروم أو مقطع مكعبات صغيرة ومرق، يضاف البصل أحيانًا أو الفطر أو الجبن، وغالبًا ما يتم تناولها كوجبة خفيفة.
تعتبر فطيرة اللحم أيقونة ثقافية في أستراليا ونيوزيلندا. في 2003، وصفها رئيس وزراء نيو ساوث ويلز السابق بوب كار بأنها «طبقًا وطنيًا» لأستراليا.  يعتبر النيوزيلنديون فطيرة اللحم جزءًا من المطبخ النيوزيلندي، وتشكل جزءًا من الهوية الوطنية لنيوزيلندا.

## روابط خارجية
- مسابقة فطيرة اللحم الأسترالي الكبرى
- مجلة تشويس - فطائر اللحم
- وداعا الفطيرة الأمريكية ، العمر 21 يوليو 2003